# Enontekis flygplats
Enontekis flygplats (finska: Enontekiön lentoasema) är en mindre flygplats belägen 10 km från Hetta i Enontekis kommun i nordvästra Finland. Flygplatsen öppnades år 1980 och terminalbyggnaden stod färdig 1989.
Lång- och korttidsparkering är gratis på det allmänna parkeringsområdet som har 12 bilplatser med eluttag. Det finns även en hall och ett ingärdat parkeringsområde.

## Destinationer

### Inrikes
| Flygbolag                | Destinationer |
| ------------------------ | ------------- |
| Nordic Regional Airlines | Helsingfors   |

## Statistik

### Passagerarstatistik
| År   | Inrikes | Utrikes | Sammanlagt | Förändring |
| ---- | ------- | ------- | ---------- | ---------- |
| 2005 | 669     | 13 028  | 13 697     | −14,8% ▼   |
| 2006 | 545     | 16 868  | 17 413     | +27,1% ▲   |
| 2007 | 856     | 24 230  | 25 086     | +44,1% ▲   |
| 2008 | 772     | 20 473  | 21 245     | −15,3% ▼   |
| 2009 | 814     | 16 869  | 17 683     | −16,8% ▼   |
| 2010 | 848     | 15 175  | 16 023     | −9,4% ▼    |
| 2011 | 721     | 17 517  | 18 238     | +13,8% ▲   |
| 2012 | 1 282   | 20 000  | 21 282     | +16,7% ▲   |
| 2013 | 1 832   | 18 337  | 20 169     | -5,2% ▼    |
| 2014 | 306     | 19 162  | 19 468     | -3,5% ▼    |
| 2015 | 303     | 21 087  | 21 390     | +9,9% ▲    |